# 張允曦
張允曦（1982年6月22日—），臺灣女藝人、主持人，舊名張珮瑩，輔仁大學哲學系畢業。

## 簡介
張允曦最早出現於《全民大悶鍋》的「中國大戲院」單元。2007年6月，《康熙來了》以「康熙大悶鍋冠軍賽」主題進行模仿秀，但在之前，已經被製作團隊相中，演出模仿小S做為橋段，因此走紅。初期在《全民大悶鍋》與《全民最大黨》參與演出，在觀眾印象中，形成固以搞笑、模仿及無厘頭為人所知。現主持並活躍於談話性節目，專訪過盧·貝松、威爾·史密斯、馬克·華伯格、休·傑克曼、派屈克·史都華等國際影人，並持續參與多部電視劇演出，2008年以公視人生劇展-《蟹足》入圍第43屆金鐘獎迷你劇集女配角獎。2014年9月起任保養品「Angel Key」品牌總監。

### 軼事
張允曦高中時期因為個性38，被同學取綽號叫「小8」，這名字就一路跟她跟進演藝圈。剛開始她靠模仿小S走紅，也常在《全民最大黨》節目裡出現。但見報於各大媒體版面時，卻出現許多名字訛誤，例如「小八」、「小巴」等，但隨著知名度水漲船高，名字訛誤漸少。
小8曾獲得台北之音電台歌唱比賽的第三名，也因此曾憑此資歷出現在第一屆《超級星光大道》的PK賽，但最終不敵許仁而落敗。
| 集數 | 首播日期   | 主題                       | 演唱歌曲   | 原唱者 | 分數 | 備註                 |
| ---- | ---------- | -------------------------- | ---------- | ------ | ---- | -------------------- |
| 17   | 2007/05/04 | 機會·命運 踢館挑戰賽Part Ⅰ | 《第一天》 | 孫燕姿 | 12分 | 敗許仁（20分），失敗 |

## 獎項
| 年度 | 大獎                                         | 獎項                           | 作品                  | 結果 |
| ---- | -------------------------------------------- | ------------------------------ | --------------------- | ---- |
| 2008 | 第43屆金鐘獎                                 | 迷你劇集／電視電影女配角獎     | 公視人生劇展-《蟹足》 | 提名 |
| 2025 | 第18屆韓國富川國際奇幻影展亞洲奇幻電影創投會 | 西班牙錫切斯國際奇幻影展提案獎 | 《三十日告別》        | 獲獎 |

## 演出作品

### 電視劇
| 年份   | 頻道                | 劇名                     | 飾演         |
| 2008年 | 公視                | 《蟹足》                 | 李雲（年輕） |
| 2010年 | 台視、三立          | 《偷心大聖PS男》         | 小S          |
| 2010年 | 中視                | 《女王不下班》           | Carol        |
| 2010年 | 土豆网、華視        | 《欢迎爱光临》           | 湯圓圓       |
| 2010年 | 台視                | 《家有四千金》           | 李曉君       |
| 2011年 | 台視、三立          | 《醉後決定愛上你》       | 主持人       |
| 2011年 | 台視、三立          | 《小資女孩向前衝》       | 蔓蒂         |
| 2011年 | 華視                | 《飛行少年》             | Maggie       |
| 2011年 | 台視                | 《田庄英雄》             | 長腳仔       |
| 2012年 | 台視                | 《半熟戀人》             | 韓秀梅       |
| 2012年 | 民視、八大          | 《絕對達令》             | 蔡雲飛       |
| 2012年 | 台視、三立          | 《螺絲小姐要出嫁》       | 羅思齊       |
| 2012年 | 三立、東森          | 《剩女保鏢》             | 陳經理       |
| 2013年 | 公視                | 《沒有名字的甜點店》     | 阿露         |
| 2013年 | 台視、三立          | 《真愛黑白配》           | 吳宇菲       |
| 2013年 | 台視                | 《親愛的，我愛上別人了》 | 李紹芬       |
| 2014年 | 大愛                | 《戀戀龜吼村》           | 林莉湘       |
| 2014年 | 公視                | 《我的媽媽》             | 金董妻子     |
| 2015年 | 台視                | 《春梅》                 | 鄭文秀       |
| 2020年 | 東森                | 《姊妹們追吧》           | 林淑芬       |
| 2022年 | Netflix             | 《媽，別鬧了！》         | 黃怡欣       |
| 2022年 | 公視、MyVideo、台視 | 《茁劇場－綠島金魂》     | 房屋仲介     |
| 2023年 | Vidol、KKTV         | 《絕對佔領》             | 羅夢夢       |

### 迷你劇集/電視電影/短片/微電影
| 年份   | 頻道          | 劇名             | 飾演       | 備註     |
| 2009年 | 公視          | 《老徐的完結篇》 |            | 劇情短片 |
| 2020年 | 公視、Netflix | 《返校》         | 李麗芬     | 迷你劇集 |
| 2021年 | 華視          | 《俗女養成記2》  | 急診室醫師 | 迷你劇集 |

### 電影長片
| 年份   | 劇名                   | 飾演   | 備註 |
| 2015年 | 《五月一号》           | 秘書   |      |
| 2016年 | 《傻瓜向錢衝》         | 小秘書 |      |
| 2017年 | 《绑架者》             | 妮娜   |      |
| 2018年 | 《比悲傷更悲傷的故事》 | Amanda |      |
| 2019年 | 《第九分局》           | 黃雅惠 |      |
| 2020年 | 《喜從天降》           | 阿曼達 |      |
| 2021年 | 《揭大歡喜》           |        |      |
| 2025年 | 《左撇子女孩》         |        |      |

### 電視節目
- 2007年─2009年12月：
  - 全民最大黨（模仿）中天綜合台

### 網路節目
- 2016-2017年《空姐忙什麼》1至36集
- 2017-至今《櫃姐怎麼了》

### MV演出
- 2008年 王力宏《我完全沒有任何理由理你》
- 2016年 孫盛希《是他不配》
- 2017年 戴愛玲《懦弱》
- 2019年 倪子鈞《各退一步》
- 2021年 孫燕姿《匿名萬歲》

### 舞台劇
- 2010年 屏風表演班《徵婚啟事》
- 2022年 亮棠文創劇場《用九柑仔店》
- 2023年 寬宏藝術《京戲啟示錄》
- 2024年 全民大劇團《西門町一番地》

### 廣告代言
- 2017年 好來化工黑人牙膏
- 2018年 耐斯企業白鴿超濃縮洗衣精_鴿挺你篇
- 2020年 日本味王洛神蔓越莓益生菌

### 主持
- 《娛樂山寨姬》[2]
- 《超級大玩咖》
- 《街角遇到WOW》
- 《愛玩客》
- 《爆米花電影院》（2013年－2015年）[3]
- 《歌神請上車》（2017年第一季）
- 《爆米花看電影》（2017年—至今）

## 腳註
1. ↑  趙大智. . 聯合報. 2010-02-07 （中文（臺灣））.
2. ↑  葉君遠. . 中時電子報. 2009-11-13  [2010-02-24]. （原始内容存档于2010-01-25） （中文（臺灣））.
3. ↑  吳姍儒攬多個大陸邀約　因「不漲主持費」閃辭台灣節目 （页面存档备份，存于），2016年4月5日

## 外部連結
- 張珮瑩小8的Facebook專頁
- 小8張珮瑩的新浪微博
- 張允曦的Instagram帳戶
- 張允曦在互联网电影资料库（IMDb）上的資料（英文）
- 張允曦在香港影庫上的簡介
- 張允曦在时光网上的簡介（简体中文）